# Bruder-Klaus-Kirche (Berlin)

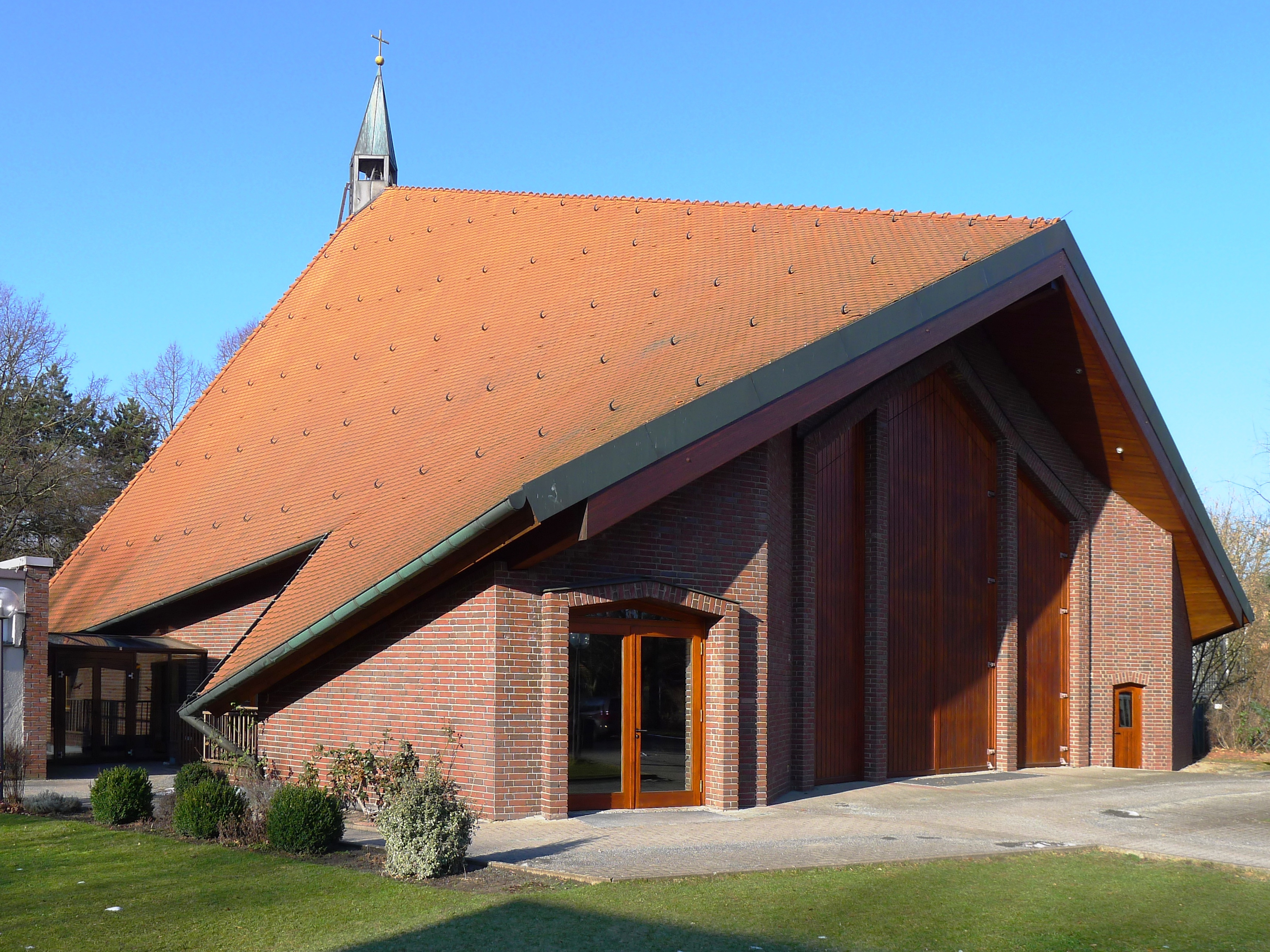
Bruder Klaus

Die katholische Kirche Bruder Klaus ist ein Kirchengebäude in Britz im Berliner Bezirk Neukölln. Kirchenpatron ist Niklaus von Flüe.

## Geschichte
Die Abtrennung der Bruder Klaus-Gemeinde von ihrer Muttergemeinde Heilige Schutzengel erfolgte 1958. Am 25. Mai 1960 wurde die erste Bruder-Klaus-Kirche dem 1947 heiliggesprochenen Schweizer Friedensstifter Niklaus von Flüe geweiht. Diese Kirche musste 1987 abgerissen werden, da Baumängel nicht mehr zu beheben waren und sie einzustürzen drohte. Der Neubau wurde am 2. Dezember 1989 geweiht. Am 1. November 2003 wurden die Gemeinden Bruder Klaus und Hl. Schutzengel fusioniert. Bis zum 2. Oktober 2011 war Hl. Schutzengel zweiter Gottesdienstort. Seitdem werden alle Gottesdienste nur noch in der Bruder Klaus-Kirche gefeiert und alle Aktivitäten wurden von der Schutzengelkirche und dem Gemeindezentrum in das Gebiet der Bruder-Klaus-Gemeinde verlegt. Zum 1. Januar 2021 fusionierte die Gemeinde mit den beiden Nachbargemeinden Gropiusstadt und Rudow zur Pfarrei Heilige Hedwig Stein mit 13.500 Mitgliedern. Dies geschah im Rahmen der großen Berliner Kirchenreform, die Erzbischof Woelki bereits 2012 auf den Weg gebracht hatte.

## Baubeschreibung
Die Saalkirche entwarf Jürgen Böker in Anlehnung an die Obere Ranftkapelle in Flüeli-Ranft.  Der symmetrisch zur Längsachse ausgerichtete Zentralbau hat einen sechseckigen Grundriss, abgesehen von den Anbauten neben dem überdimensionalen dreiteiligen Portal aus Holz. Links von ihm befindet sich ein Vorraum und rechts, in Anlehnung an die Eremitage von Bruder Klaus, eine Klause mit der hölzernen Statue des Heiligen von Paul Brandenburg. Der Dachfirst des tief heruntergezogenen Satteldachs steigt zum Altar hin an, die Dachtraufe fällt zu ihm ab. Die beiden Anbauten befinden sich unter dem Schleppdach des Kirchenschiffs. Wo das Satteldach mit dem halben Zeltdach über dem Chor zusammenstößt, befindet sich ein Dachreiter. In ihm hängt eine abgeformte Glocke aus Flüeli. Die im Märkischen Verband gemauerten Wände sind innen und außen sichtbar. Der Fußboden steigt in Richtung der Estrade leicht an. Unter der hölzernen Decke sind die Sparren des Dachstuhls sichtbar. Die leicht nach innen gekrümmte Dachhaut besteht aus roten Biberschwänzen. Hinter dem Altar befindet sich ein großes Fenster, über dem Altarraum öffnet sich das Dach zu einem großen annähernd trapezförmigen Fenster. Das Taufbecken von Schaffarzyk und die Vierzehn Stationen des Kreuzweges von Rudolf Heltzel stammen aus der alten Kirche. Die 1991 von Klaus Corbach gebaute Orgel hat drei Manuale, ein Pedal und 22 Register. Bereits nach 5 Jahren musste das Instrument grundlegend verändert werden, diese Arbeiten nahm Orgelbau Arno Voigt vor. Ihre Disposition kann hier eingesehen werden.